# Indigofera angulosa
Indigofera angulosa är en ärtväxtart som beskrevs av Michael Pakenham Edgeworth. Indigofera angulosa ingår i släktet indigosläktet, och familjen ärtväxter. Inga underarter finns listade i Catalogue of Life.